# Georg Cornelius Freundorfner

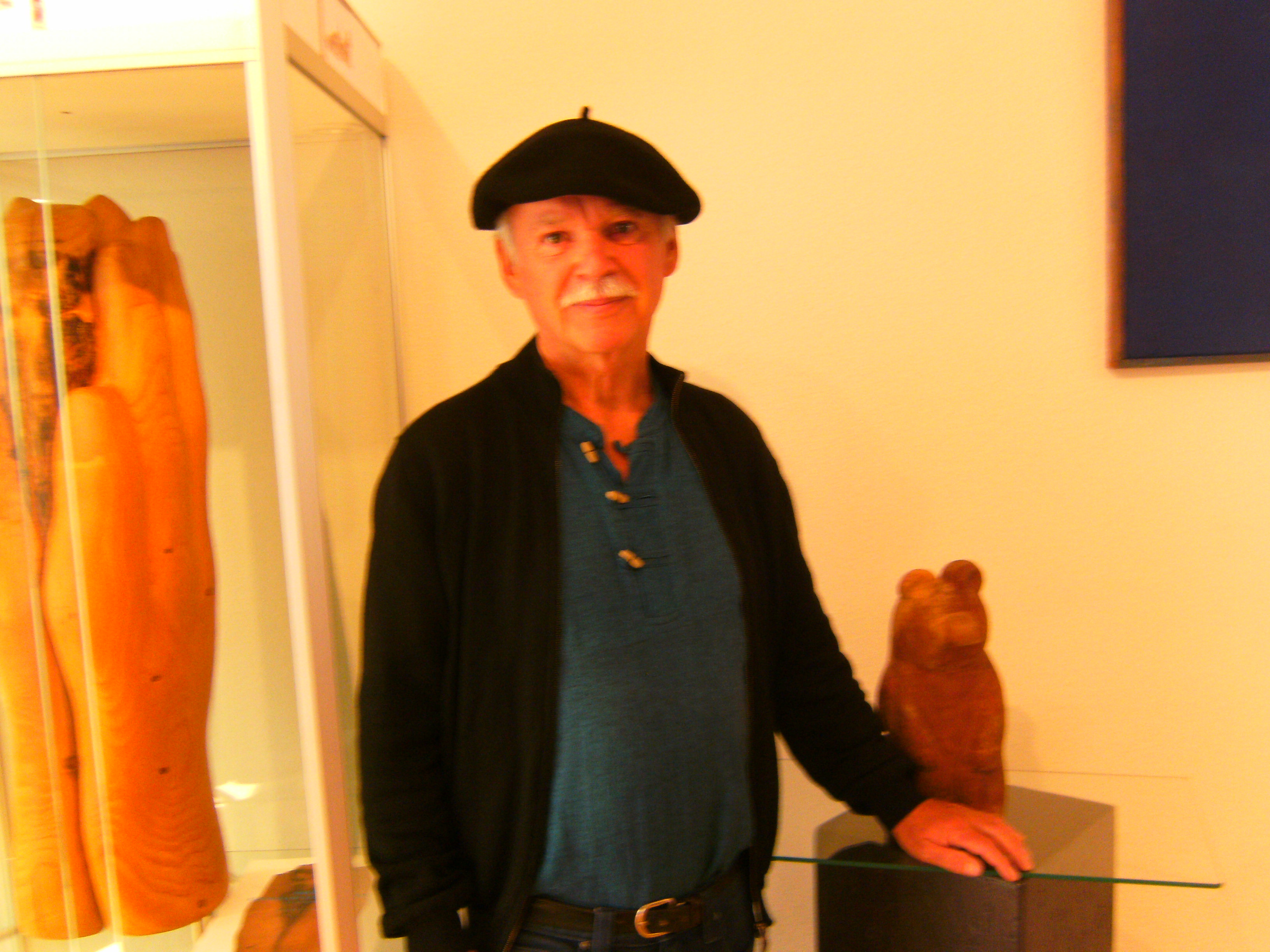
Georg Cornelius Freundorfner, vor 2020 in seiner Galerie in Meersburg

Georg Cornelius Freundorfner (* 17. April 1951 in Bad Waldsee) ist ein deutscher Holzbildhauer, Organisator von Kunstfestivals und Kulturbotschafter. Er gestaltet aus dem Holz der durch Sturm gefällten Bäume (Sturmholz) seiner Salemer Heimat Skulpturen von Menschen und Tieren.

## Künstlerische Prägung
Großvater und Vater vermittelten ihm schon als Kind die Techniken der Bildschnitzerei.
Inspiriert wird er durch seine Verbundenheit mit der Umwelt. Er reduziert seine Skulpturen auf das Allgemeingültige und bezieht die horizontalen Holzmaserungen in seine figürlichen abgerundeten Darstellungen ein.

## Umgang mit Menschen
Kunsttherapie, Ergotherapie, Umgang mit Menschen, die belastet sind, gehören zu seinen Erfahrungs- und Wissensgebieten.

## Einzelausstellungen
Freundorfner ist auf Einzel- und Sammelausstellungen mit seinen Werken vertreten. Seine Einzelausstellungen waren:
- 2008: Ausstellung in der Kulturscheune Mühlberg in Mühlberg (Drei Gleichen), Thüringen[5]
- Oktober 2008 – Januar 2009: Ausstellung bei den Winzern Rita und Laurent Kox in Luxemburg[6]
- 2014: Galerie des Burglinster Schlosses in Luxemburg[7]

## Auszeichnungen
Eine Auswahl seiner Auszeichnungen sind:
- 1988: Certificate of Excellence bei der International Art Competition in New York
- 1993: 1. Preis für Skulpturen beim „Grand Prix du Château de la Mothe“
- 1999: 1. und 2. Preis beim „Grand Prix du Château de la Mothe“
- 2002: Sonderpreis der Jury in Mérinchal, Frankreich
- 2005: „1. PRIX PUBLIC“ beim Internationalen Kunstwettbewerb in Avignon, „Châteaux du Barroux“.[9]
- 14. Dezember 2014: Maestro d’Arte, Botschafter der Kultur in der Welt, verliehen in Lecce (Italien) im Antiken Theater[10][11]
- 21. Mai 2016: Leydan Award 2016 Exibition: Dritter Platz im Bereich Skulpturen bei der Art Leydan, Windsor (Ontario)[12]